# 지리학자 목록
다음은 지리학자 목록이다.

## ㄱ
- 고염무
- 김정호

## ㄴ
- 니콜라이 프르제발스키

## ㄷ
- 데이비드 리빙스턴
- 데이비드 하비

## ㄹ
- 리처드 프랜시스 버턴

## ㅁ
- 마누엘 카스텔
- 마르코 폴로
- 마흐무드 알카슈가리
- 메가스테네스

## ㅂ
- 발터 크리스탈러
- 비루니

## ㅅ
- 사뮈엘 드 샹플랭
- 소송 (북송)
- 스벤 헤딘
- 스트라본
- 심괄

## ㅇ
- 아불 피다
- 아흐마드 이븐 파들란
- 아흐메드 무힛딘 피리 레이스
- 알렉산더 폰 훔볼트
- 알브레히트 펭크
- 알프레드 베버
- 알프레트 베게너
- 앨프리드 러셀 월리스
- 에라토스테네스
- 요한 하인리히 폰 튀넨
- 유안 (회남왕)
- 이 푸 투안
- 이드리시
- 이븐 루시드
- 이븐 바투타
- 이븐 시나
- 이븐 알하이삼
- 이븐 주바이르

## ㅈ
- 장 고트망
- 재러드 다이아몬드
- 정화 (명나라)
- 제인 제이콥스
- 조지 에버리스트
- 존 디
- 존 해닝 스피크

## ㅋ
- 카를 리터
- 카를 에른스트 폰 베어
- 카를 하우스호퍼
- 콰리즈미
- 클라우디오스 프톨레마이오스
- 킨디

## ㅌ
- 티로스의 마리노스

## ㅍ
- 파우사니아스 (지리학자)
- 포세이도니오스
- 표트르 크로폿킨
- 프란츠 보아스
- 프랜시스 골턴
- 프리드리히 라첼
- 피테아스

## ㅎ
- 핼퍼드 매킨더
- 히파르코스